# Slow Fade
«Slow Fade» — песня американской группы христианского рока Casting Crowns, вышедшая в 2008 году на лейблах Beach Street Records и Reunion Records в качестве третьего сингла с третьего студийного альбома The Altar and the Door (2005). Песня написана Марком Холлом и спродюсирована Марком А. Миллером. Песня «Slow Fade» была написана после публичного освещения в прессе грехопадения нескольких церковных лидеров и является предостережением от неправильного выбора. Песня была положительно воспринята музыкальными критиками, которые высоко оценили ее лирическую тему.
Песня «Slow Fade» имела умеренный успех в христианских чартах, заняв пятое место в чарте Billboard Christian Songs, седьмое место в чарте Billboard Hot Christian AC и 19-е место в чарте Radio & Records Christian CHR. Клип на песню, снятый Erwin Brothers, рассказывает о семье, которая медленно разрушается из-за принятых ими компромиссных решений. Клип получил награду за лучшее короткометражное музыкальное видео года на 40-й церемонии GMA Dove Awards.

## История
Песня «Slow Fade» была написана в «свете широко освещаемых в СМИ грехопадений нескольких высокопоставленных церковных лидеров». По словам вокалиста группы Марка Холла: «Никто не падает, это просто медленное затухание. Это серия мелких компромиссов, пока ты не оказываешься в месте, о котором никогда не думал, что будешь, делаешь вещи, о которых никогда не думал, и рационализируешь все это». Далее он сказал: «Как верующие, как люди, если мы не охраняем наши отношения с Богом, мы падаем. Слишком многое направлено против нас. Если мы не будем осторожны, мы разобьемся и сгорим».

## Отзывы
Сингл «Slow Fade» был в основном положительно встречен музыкальными критиками. Джаред Джонсон из Allmusic отметил, что песня имеет «зрелую рок-тему» и «демонстрирует больше гранж-гитар, чем можно услышать на всех Lifesong». В рецензиях для Billboard и CCM Magazine Дебора Эванс Прайс назвала песню «убедительной» и примером способности Марка Холла писать «волнующие гимны» и «болезненно уязвимые, интроспективные песни». Андри Фариас из Christianity Today оценил текст песни как «полный великих идей о духовном отступничестве», но сказал, что аранжировка «оставляет впечатление, что [Марк] Холл и компания скучают или устали».

## Чарты
| Чарт (2008)                   | Высшая позиция |
| ----------------------------- | -------------- |
| Billboard Christian Songs     | 5              |
| Чарт (2009)                   | Высшая позиция |
| Billboard Hot Christian AC    | 7              |
| Radio & Records Christian CHR | 19             |

| Чарт (2008)                   | Позиция |
| ----------------------------- | ------- |
| Billboard Hot Christian AC    | 33      |
| Чарт (2009)                   | Позиция |
| Billboard Hot Christian AC    | 35      |
| Billboard Hot Christian Songs | 50      |

| Чарт (2000-е)              | Позиция |
| -------------------------- | ------- |
| Billboard Hot Christian AC | 95      |

## Сертификации
| Регион                                                                      | Сертификация | Продажи |
| --------------------------------------------------------------------------- | ------------ | ------- |
| США (RIAA)                                                                  | Золотой      | 500 000 |
| Данные о продажах + прослушиваниях приведены только на основе сертификации. |              |         |